# Sergeý Larïn
Sergeý Yurʹyevïç Larïn (in kazako Сергей Юрьевич Ларин?, in russo Сергей Юрьевич Ларин?, Sergej Jur'evič Larin; Almaty, 22 luglio 1986) è un allenatore di calcio ed ex calciatore kazako, di ruolo centrocampista.